# Frente de Stresa
El Frente de Stresa fue un acuerdo tomado en abril de 1935 por el ministro de Asuntos Exteriores francés Pierre Laval, el primer ministro británico Ramsay MacDonald y el líder italiano Benito Mussolini. Su objetivo era reafirmar los Tratados de Locarno y declarar que la independencia de la Primera República de Austria «seguiría inspirando su política común». También se acordó la oposición a cualquier intento de Alemania para tratar de cambiar las condiciones del Tratado de Versalles. El tratado fue negociado en una conferencia celebrada en Stresa, en Italia, de donde toma su nombre entre el 11 y el 14 de abril de 1935. El frente no tuvo demasiado éxito en la práctica. Dos meses después, en junio de 1935, Reino Unido y la Alemania nazi firmaban el acuerdo naval anglo-alemán, que violaba implícitamente el Tratado de Versalles, permitiendo a Alemania el incremento de su fuerza naval hasta el 35 % de la Marina Real Británica, y la posibilidad de construir submarinos.
El frente llegó a su fin con la invasión italiana de Abisinia y la consiguiente condena del hecho por parte de Francia y Reino Unido en la Sociedad de Naciones.

## Antecedentes
El 16 de marzo de 1935, Hitler anunció la recuperación del servicio militar, a pesar las protestas británicas, francesas e italianas. La visita del embajador británico a finales de mes no logró convencer al mandatario alemán de rescindir la medida, lo que precipitó la reunión de los responsables políticos italiano, francés y británico en Stresa entre el 11 y el 14 de abril. El objetivo de la conferencia tripartita era alcanzar una posición común sobre las amenazas a la paz en Europa.

## Negociaciones
Francia propuso infructuosamente proponer sanciones a Alemania mediante una moción de la Sociedad de Naciones, pero el Reino Unido e Italia se negaron y aceptaron únicamente una condena genérica, dejando a cada nación la imposición de sanciones. Respecto a Austria, la declaración final se limitó a confirmar el interés de los tres países en mantener la independencia de la república, dado el rechazo británico a comprometerse a intervenir militarmente en caso necesario.
La conferencia sirvió para estrechar relaciones entre los tres países, tendencia que había comenzado en el otoño de 1934. La declaración final respaldó el mantenimiento de la independencia austriaca, condenó la infracción alemana del Tratado de Versalles mediante la reanudación del servicio militar y planteó una serie de propuestas para garantizar la paz en Europa. La impresión internacional fue la de haberse creado un frente común entre las tres potencias contra el Tercer Reich.

## Desavenencias y ruptura
Desde el comienzo, surgieron diferencias entre las tres potencias: el Reino Unido y Francia disentían sobre la conveniencia de aplicar sanciones a Alemania por sus infracciones de los tratados de paz. Además, las diferencias entre los países danubianos complicaban la aplicación de un plan global para la región. Pero los desacuerdos más graves empezaron con la extensión de las alianzas francesas por Europa del este, primero mediante la firma del tratado de ayuda mutua franco-soviético del 2 de mayo y más tarde con el checo-soviético del 16 del mismo mes, que Italia consideró amenazaban su posición en la región. La tensión entre los tres países creció con la firma del Acuerdo naval anglo-germano, que permitía a Alemania aumentar el tamaño de la flota hasta alcanzar el 35 % del tonelaje de la británica. El pacto suponía la legitimación del rearme alemán, que la declaración tripartita de Stresa había condenado. Londres había alcanzado este acuerdo sin comunicarlo previamente a Roma y París y sin tener en cuenta la anterior declaración conjunta, lo que debilitó el espíritu de cooperación surgido de la conferencia entre las tres potencias.
La crisis que desencadenó la ruptura final de la alianza fue, sin embargo, la segunda guerra ítalo-etíope. El interés italiano por la región, que databa de la década de 1860 y se había visto frustrado por la grave derrota en la batalla de Adua en 1896, había resurgido a finales de 1933, como contrapeso a los contratiempos internos en Italia (caída de los precios de los productos agrícolas, reducción de la producción industrial y aumento del paro). La expansión colonial debía, esperaba Mussolini, aumentar el prestigio italiano. La invasión italiana de Etiopía el 3 de octubre de 1935 desbarató la liga tripartita. El fracaso de la conferencia de París de diciembre, último intento de mantener la alianza y de poner fin al conflicto en Etiopía marcó el fin de la cooperación entre las tres naciones y la relación bilateral italo-británica empeoró rápidamente. La ruptura de la alianza y el aislamiento internacional italiano favorecieron el acercamiento de Roma a Berlín, única potencia europea que había aceptado con cierta benevolencia la campaña colonial italiana en África.